# Vespa velutina
Ong mặt quỷ (danh pháp khoa học: Vespa velutina), là một loài ong bản địa Đông Nam Á.
Loài này được coi là một loài xâm lấn ở một số quốc gia khác.
Vespa velutina nhỏ hơn ong bắp cày châu Âu. Ong chúa dài 30 mm và ong đực dải khoảng  24 mm. Ong thợ dài khoảng 20 mm. 
Chúng sinh sống thành các đàn lớn có số lượng lên đến hàng ngàn con trong một chiếc tổ thường dài ít nhất nửa mét. 
Chế độ ăn rất đa dạng, chủ yếu là những loài côn trùng như: ruồi, chuồn chuồn và đặc biệt là cả ong mật.
Chúng có biệt danh "chim ưng của thế giới côn trùng" do cách săn mồi chớp nhoáng của loài ong này. Khi tìm được một tổ ong mật, chúng sẽ bay lượn, rình rập xung quanh mục tiêu và chỉ cần bất kỳ con ong mật nào mất cảnh giác, loài ong này bất thình lình bổ nhào tới bắt gọn con mồi ngay giữa không trung và tha về tổ để làm thức ăn cho ấu trùng của chúng.

## Phân bố
Vespa velutina là loài bản địa Đông Nam Á, đặc biệt là các vùng nhiệt đới, từ Bắc Ấn Độ, Pakistan, Afghanistan, Bhutan, Trung Quốc, Đài Loan, Miến Điện, Thái Lan, Lào, Việt Nam, Malaysia, bán đảo Ấn-Trung và các quần đảo xung quanh.
Là một loài xâm lấn, chúng đã xuất hiện ở Pháp, Tây Ban Nha,Đức,Vương Quốc Anh, Bồ Đào Nha, Hàn Quốc và Nhật Bản. Các cuộc xâm lược khác được dự kiến ở các quốc gia khác nhau bao gồm phần lớn châu Âu. Một tổ được ghi nhận trên Đảo Channel Alderney vào năm 2016. Lần đầu tiên nhìn thấy trên lục địa Anh được công bố vào ngày 20 tháng 9 năm 2016 và xảy ra gần Tetbury ở Gloucestershire; tổ được tìm thấy và phá hủy và không có con trưởng thành nào được tìm thấy trong đó. 